# Julius II.

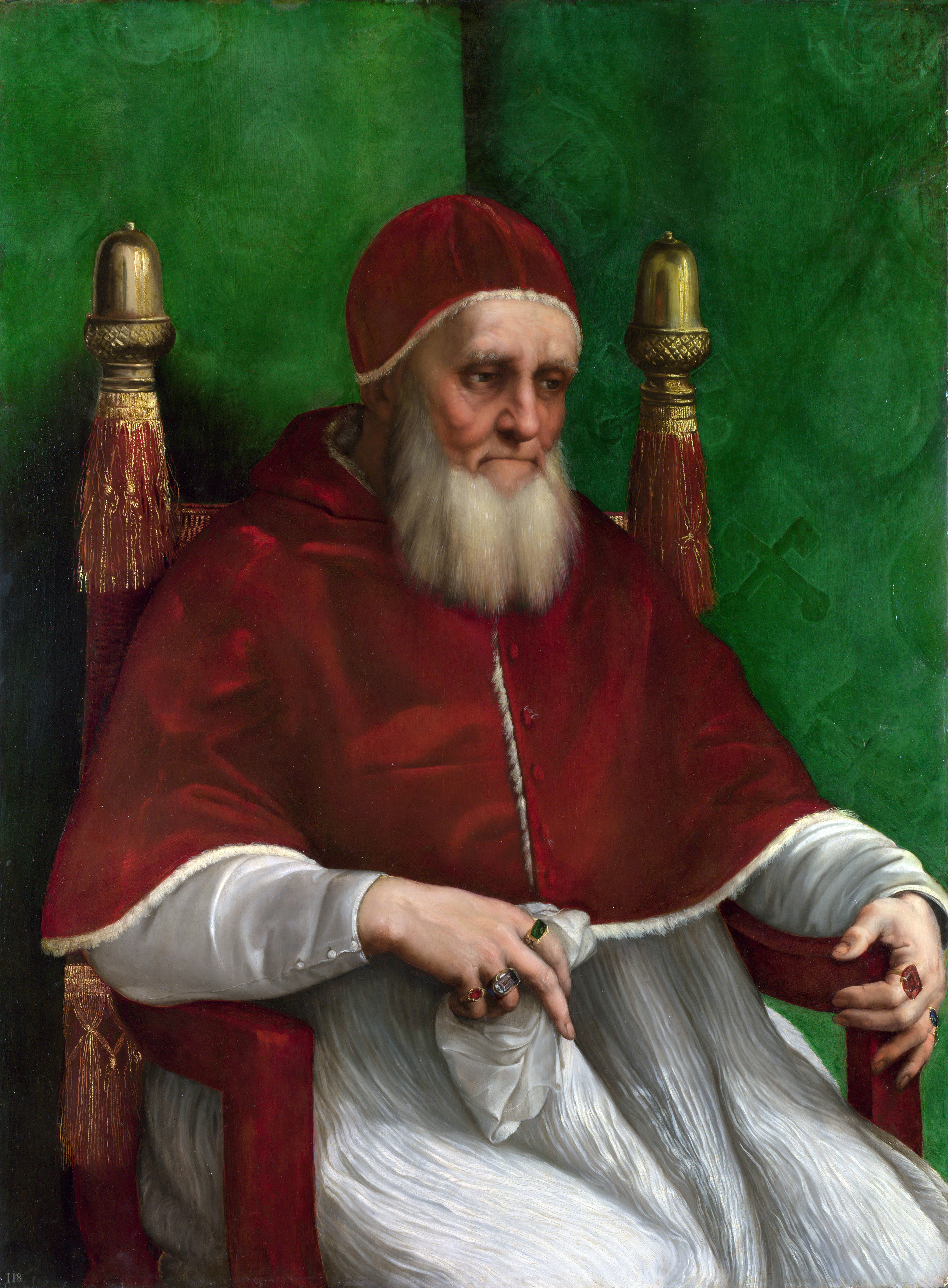
Bildnis Papst Julius II. von Raffael in der National Gallery in London

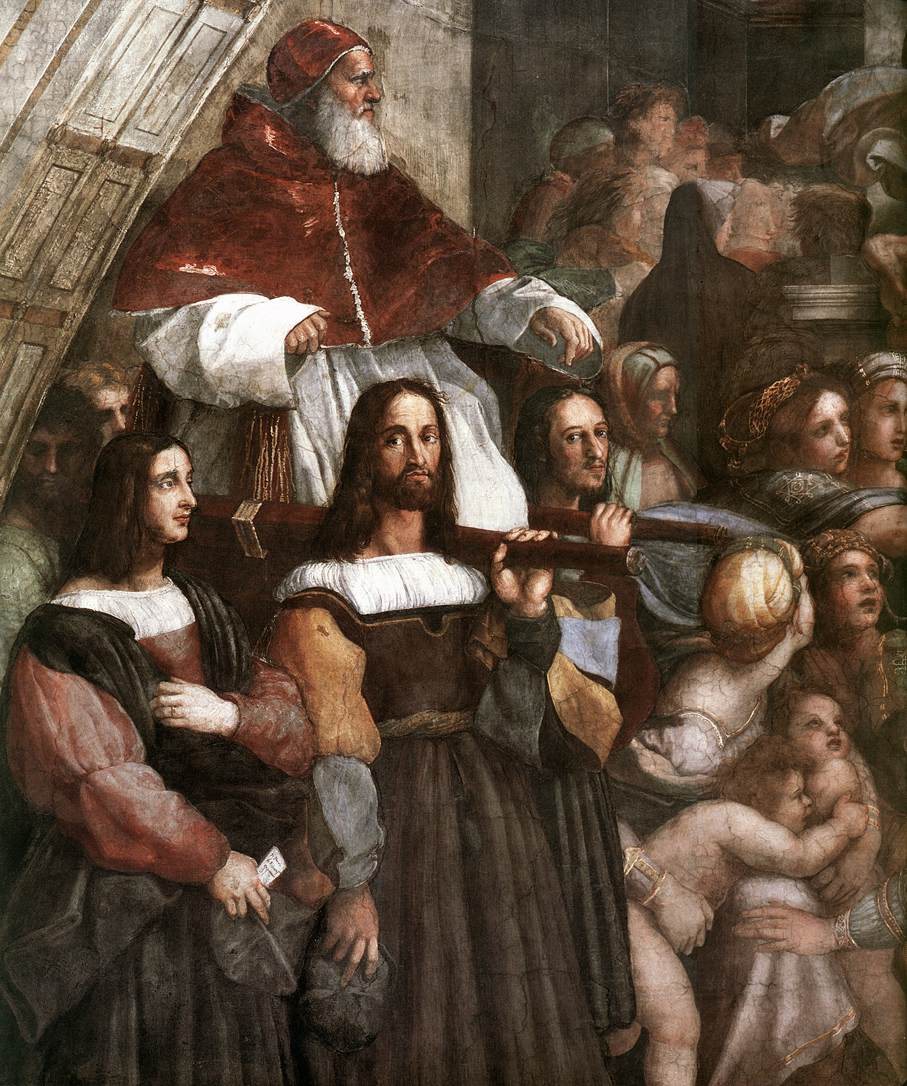
Papst Julius II., Detail aus der Verjagung Heliodors aus dem Tempel, Fresko in den Stanzen des Raffael

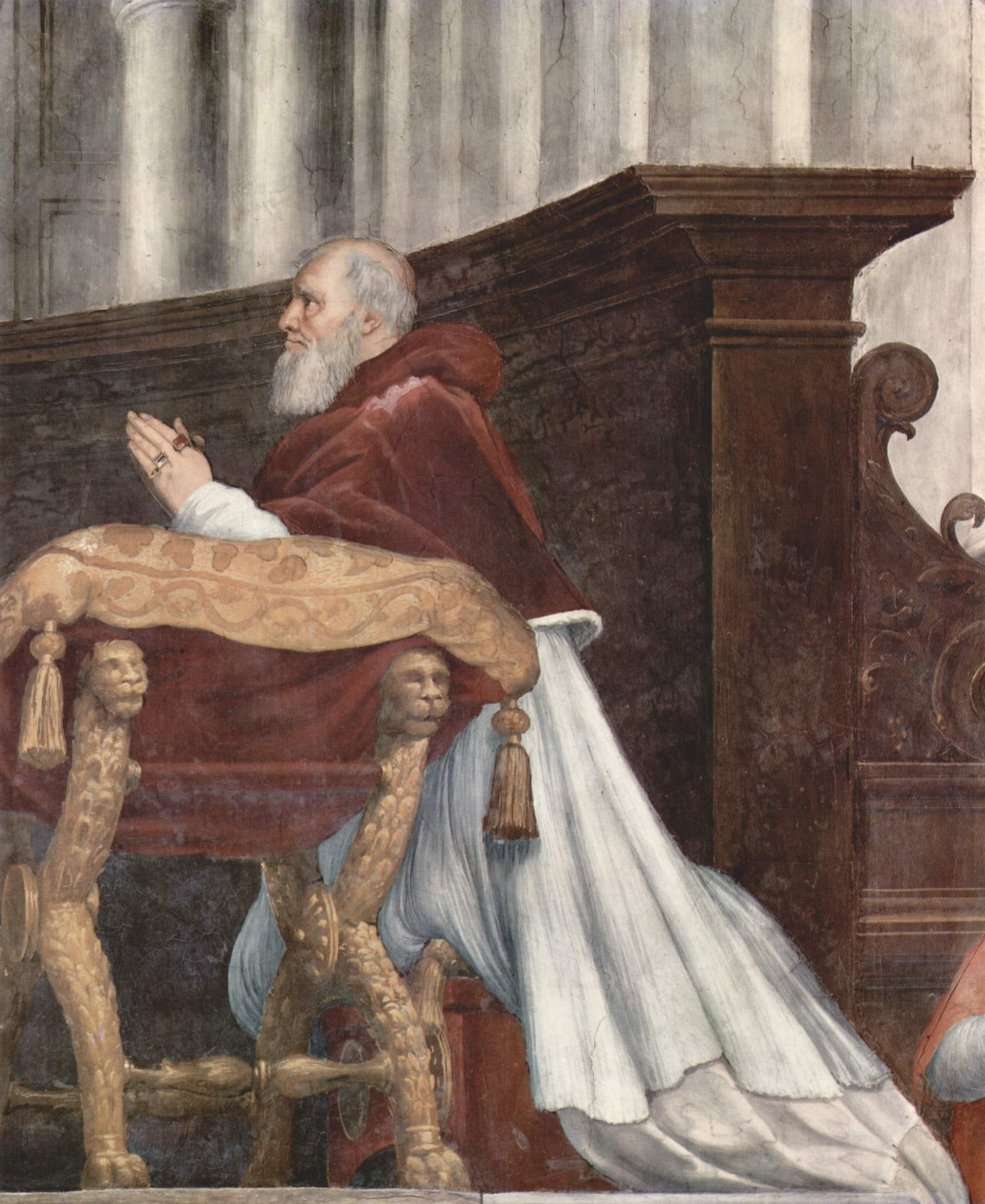
Papst Julius II., Detail aus der Messe von Bolsena, Fresko in den Stanzen des Raffael

Julius II. (bürgerlich Giuliano della Rovere; * 5. Dezember 1443 in Albisola Superiore bei Savona, Ligurien; † 21. Februar 1513 in Rom) war vom 1. November 1503 bis zum 21. Februar 1513 römisch-katholischer Papst. Er begründete im Jahr 1506 die päpstliche Leibwache Schweizergarde und verstand sein Amt vor allem im Sinne eines italienischen Territorialfürsten. Während seiner Amtszeit berief er das Fünfte Laterankonzil ein. Am 18. April 1506 begann er den Bau des Petersdoms in der Absicht, die größte und prächtigste Kirche des Erdkreises zu erbauen.

## Familie
Giuliano della Rovere stammte aus adeligen, aber nicht wohlhabenden Verhältnissen und wurde in Albisola in der Provinz Savona geboren. Seine Eltern waren Raffaele della Rovere und dessen Ehefrau Teodora di Giovanni Manirola. Er war ein Neffe von Papst Sixtus IV. (Francesco della Rovere). Die della Rovere sind eine italienische Adelsfamilie der Renaissance. Der Familie entstammten neben den Päpsten Sixtus IV. und Julius II. ab 1508/21 die Herzöge von Urbino.
Seine uneheliche Tochter Felice della Rovere (1483 – 27. September 1536) heiratete den römischen Adeligen Gian Giordano Orsini.

## Kirchliche Laufbahn

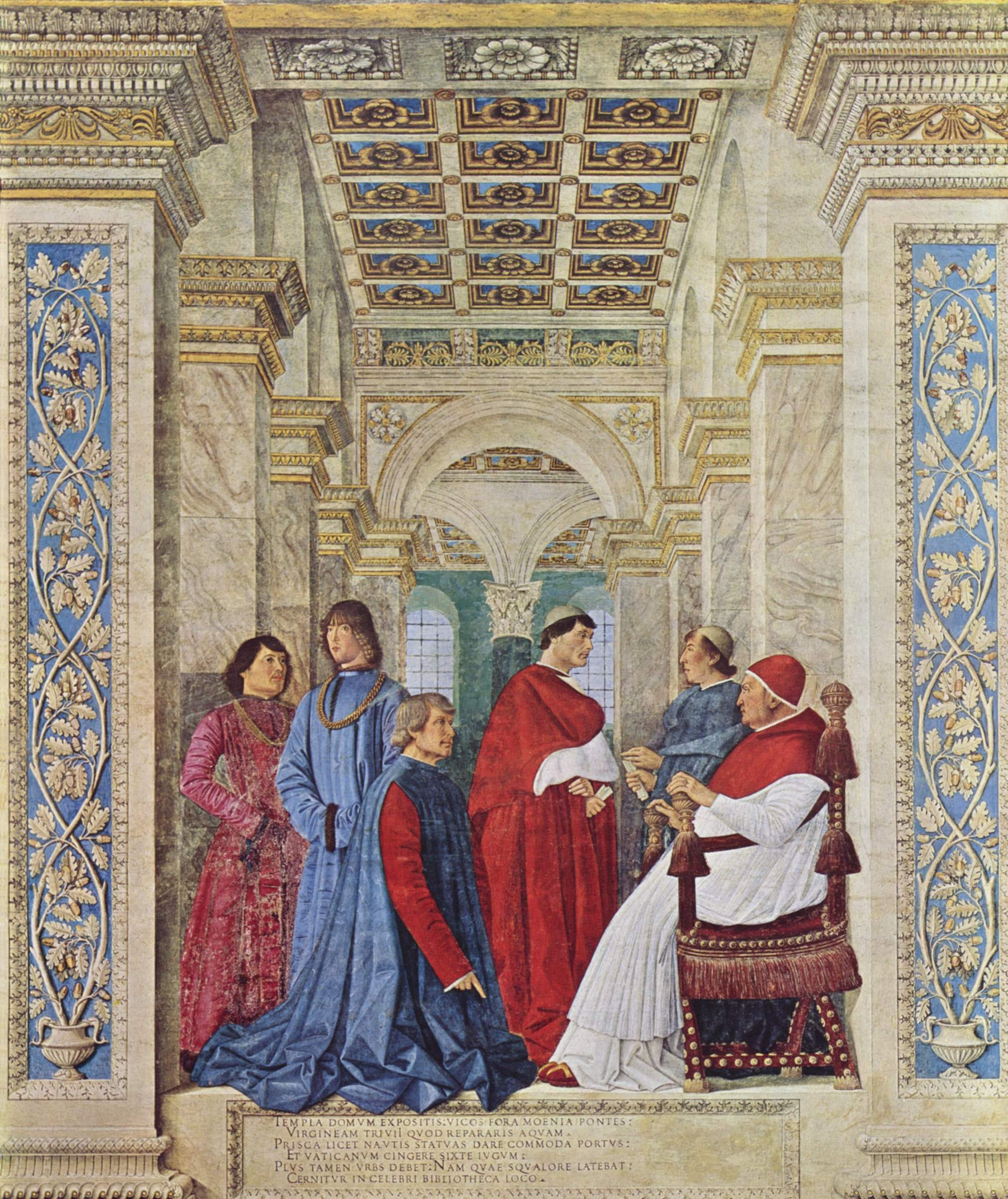
Sixtus IV. ernennt Platina zum Präfekten der Vatikanischen Bibliothek – Giuliano della Rovere ist als Kardinal von San Pietro in Vincoli die vierte Figur von links (stehend im Kardinalspurpur)

Nach einer Erziehung bei den Franziskanern wurde ihm schon früh von seinem päpstlichen Onkel eine ganze Serie von Bischofsämtern übertragen, die er vom 16. Oktober 1471 bis zum Tag seiner Papstwahl am 1. November 1503 bekleidete: Er war zuerst Bischof von Carpentras (Frankreich) und wurde am 15. Dezember 1471 zum Kardinal mit der Titelkirche San Pietro in Vincoli erhoben. Vom 31. Januar 1472 bis zum 13. Januar 1473 war er Bischof von Lausanne (Schweiz), vom 13. Januar 1473 bis zum 23. Mai 1474 Bischof von Catania, vom 23. Mai 1474 bis zum 11. Juli 1476 Erzbischof von Avignon, vom 11. Juli 1476 bis zum 3. Dezember 1477 Bischof von Coutances, vom 3. Dezember 1477 bis zum 3. Juli 1478 Bischof von Viviers, vom 3. Juli 1478 bis zum 19. April 1479 Bischof von Mende, vom 19. April 1479 bis zum 31. Januar 1483 Bischof von Sabina, vom 31. Januar 1483 bis zum 3. November 1483 Bischof von Ostia, vom 3. November 1483 bis zum 20. September 1499 Bischof von Bologna, vom 20. September 1499 bis zum 24. Januar 1502 Bischof von Savona und vom 24. Januar 1502 bis zum 1. November 1503, dem Tag seiner Papstwahl, Bischof von Vercelli.
Aus seinen Diözesen bezog Giuliano della Rovere ein beachtliches Einkommen, das er als Freund der schönen Künste für die Errichtung vieler Paläste ausgab. Er hatte nicht nur einen ausgeprägten Kunstsinn. Auffällig war auch seine politische und militärische Begabung. Seinen Zeitgenossen erschien er als vitaler Tatmensch, dessen „geistige und körperliche Kraftnatur ungewöhnlichen Ausmaßes“ sie bewunderten. Auch sein Lebenswandel hatte eine vitale Seite, denn Giuliano della Rovere war Vater dreier Töchter, darunter Felice Orsini (um 1483 bis 1536).
Im Juni 1474 bewies er sein Geschick als Heerführer, als er im Auftrag der Kurie ein Heer anführte, um die päpstliche Autorität in Umbrien wiederherzustellen. Wenig später war er päpstlicher Legat beim französischen König Ludwig XI.
Innerhalb der Kurie galt er als das Haupt der Opposition gegen Papst Alexander VI.

## Pontifikat

### Wahl
Nachdem sein Vorgänger Pius III. nur 26 Tage im Amt gewesen war, wurde Giuliano della Rovere am 1. November 1503 nach einem nur eintägigen Konklave fast sechzigjährig zum neuen Papst gewählt, wobei 37 der 38 Stimmen auf ihn entfielen. Als vitaler Tat- und Machtmensch selber durch vorherige Absprache auf den päpstlichen Thron gelangt, verbot er unter schweren Kirchenstrafen für die Zukunft (erfolgreich) den Erwerb des Papstthrones durch Simonie. Am 26. November 1503 wurde er zum Papst gekrönt, den Tag hatte er sich von Astrologen festlegen lassen. Der Papstname ist eine Abwandlung des Vornamens Julianus, soll möglicherweise aber auch an Julius Caesar erinnern, bewusst kontrastierend zum Vorgänger. Der persönliche Lebenswandel galt zwar nicht als fromm, aber als im Amt moralisch anständig.

### Politik
Wie bei anderen Herrschern der Renaissancezeit fließen auch bei Papst Julius II. persönliche und staatsmännische Interessen sowie ein großangelegtes Mäzenatentum ineinander. Julius II. muss weniger als geistliches Oberhaupt der katholischen Kirche, sondern zuallererst als italienischer Territorialfürst betrachtet werden.
Seine Machtpolitik diente der Rückgewinnung der unter dem Pontifikat Alexanders VI. verlorenen Gebiete sowie einer allgemeinen Stärkung des Kirchenstaates. Es darf als sein Verdienst anerkannt werden, dass er mitten in dem Umbruch, in welchem sich das italienische Staatensystem befand, entscheidend dazu beigetragen hat, den Einfluss der verschiedenen europäischen Mächte in Italien einzugrenzen und Italien vor einer vollständigen Fremdherrschaft zu bewahren.
Gleich zu Beginn seiner Herrschaft setzte er Cesare Borgia gefangen, um verschiedene feste Plätze, die dieser sich unter seinem Vater Alexander VI. angeeignet hatte, zurückzugewinnen. Damit konnte er den Kirchenstaat auch um die Romagna erweitern, die Borgia zuvor für sich selbst als Oberbefehlshaber der päpstlichen Truppen erobert hatte. Cesare Borgia − listenreiches und grausames Vorbild für Machiavellis „Principe“ − hatte zuvor aufgrund falscher Versprechungen dem Kardinal della Rovere die zwölf Stimmen der von seinem Vater ernannten spanischen Kardinäle im Konklave verschafft.
Dem vom französischen König Ludwig XII. und Kaiser Maximilian I. am 10. Dezember 1508 in Cambrai unterzeichneten Bündnisvertrag gegen Venedig trat Papst Julius II. im März 1509 bei. Das Ziel dieser Liga von Cambrai, der auch Ferdinand II. von Aragon angehörte, war es, einerseits die Machtansprüche Venedigs in Norditalien einzudämmen, andererseits den jeweiligen eigenen Einfluss zu stärken. Die verheerende Niederlage der venezianischen Truppen am 14. Mai 1509 beim lombardischen Agnadello brachte erstmals die Großmachtstellung der Dogenrepublik ins Wanken.
Am 24. Februar 1510 zog Julius II. das Interdikt gegen die venezianische Republik zurück. Julius II. hatte die Romagna von der Republik Venedig zurückerobert.
Nach der Regelung der Territorialfrage mit Venedig wollte Julius II. nun gegen die Eroberungspolitik Frankreichs in Italien vorgehen und zu diesem Zweck schloss er mit Kaiser Maximilian I., der Eidgenossenschaft, der Republik Venedig und König Ferdinand II. von Aragón am 4. Oktober 1511 die Heilige Liga. Das politische Ziel dieser neuen Koalition sollte die Vertreibung der Franzosen aus Italien sein. Abermals wurde Norditalien der Schauplatz blutiger Auseinandersetzungen: Frankreich gewann zwar unter Gaston de Foix die Schlacht bei Ravenna 1512, konnte aber die von Julius II. betriebene Vertreibung der Franzosen aus Norditalien nicht aufhalten (siehe Italienische Kriege). Dem Kirchenstaat gelang es abermals, mehrere Städte und Gebiete zurückzugewinnen.

#### Kritik des Kriegsgebarens
Seine militärischen Interessen waren sehr ausgeprägt. Weil er keinerlei Hemmung hatte, Menschen zu töten, und keine Gnade kannte, nannte ihn Zeitgenosse Martin Luther einen „Blutsäufer“. Nachdem er eine Siegesfeier miterlebt hatte, kritisierte Erasmus von Rotterdam in seiner Antikriegsschrift "Antipolemus" scharf das Kriegsgebaren von Papst Julius. 1517 widmete Erasmus ihm anonym die messerscharfe, satirische Schrift „Julius vor der verschlossenen Himmelstür“.

#### Schweizergarde
Zum Schutz seiner Person gründete er eine neue päpstliche Leibwache, die Schweizergarde. Am 22. Januar 1506 zog eine Truppe von 150 Schweizern aus dem Kanton Uri zum ersten Mal im Vatikan ein.

#### Fünftes Laterankonzil
Der französische König Ludwig XII. ging nicht nur kriegerisch gegen den Kirchenstaat vor, sondern versuchte auch, die kirchliche Autorität Julius’ II. zu untergraben, indem er u. a. der von französischen Kardinälen geforderten Abhaltung eines allgemeinen Konzils zustimmte. Die schismatische Kirchenversammlung wurde für den 1. September 1511 nach Pisa einberufen. Die Antwort von Julius II. auf diese Herausforderung ließ nicht lange auf sich warten. Er berief ein ökumenisches Konzil für den 19. April 1512 in den Lateran ein. Dieses Fünfte Laterankonzil endete jedoch erst unter dem Pontifikat Leos X. am 16. März 1517. Beschlossen hat dieses Konzil nur eine Reihe von unbedeutenden Reformdekreten, die überdies nie verwirklicht worden sind.

### Kunst und Kultur
Neben den fortgesetzten Kriegszügen, individuellem und politischem Machtstreben bediente sich Julius II. auch eines großzügigen Mäzenatentums, um das Ansehen des Papsttums und des Kirchenstaates zu vergrößern, und vor allem, um sich seines ewigen Nachruhms sicher zu sein. Für seinen Ruhm noch zu Lebzeiten und seinen Nachruhm nahm dieser prachtliebende Renaissancepapst die größten Künstler in seine Dienste.
Schon kurz nach seiner Inthronisation auf den Petrusstuhl bewegten den Papst ehrgeizige Pläne: Er wollte Rom städtebaulich gänzlich umgestalten und einen Neubau an Stelle der altehrwürdigen, frühchristlichen Kirche Alt-St. Peter aus dem 4. Jahrhundert errichten, die teilweise baufällig war. Die größte und prächtigste Kirche des Erdkreises sollte Zeugnis von der Macht des Roverepapstes ablegen. Die Mitte dieses gigantisch geplanten Bauwerks sollte von seinem eigenen kolossalen Grabmal beherrscht werden. Nach drei Jahren der Vorarbeiten nahm Julius II. am 18. April 1506 feierlich die Grundsteinlegung vor.
Für den Neubau des Petersdoms engagierte er den fast gleichaltrigen Donato Bramante, für das Grabmal Michelangelo, den er auch beauftragte, das Deckengewölbe der Sixtinischen Kapelle auszumalen, Raffael gewann er für die Arbeiten in den Privatgemächern im Vatikanpalast, den Stanzen.
Immer mehr wurde sein unbeugsamer Machtwille und sein grenzenloser Ehrgeiz sichtbar, denn allen Protesten zum Trotz, auch jenen der Kardinäle, unterstützte er seinen Architekten Bramante und ließ ihm freie Hand. Der jähzornige Papst ließ Gebäude niederreißen, Plätze vergrößern und Straßen neu anlegen. Es ist bezeichnend, dass beide nicht gerade schmeichelnde Beinamen trugen: Julius II.: Il terribile, der Schreckliche, und Bramante: Maestro rovinante, Meister der Zerstörung.

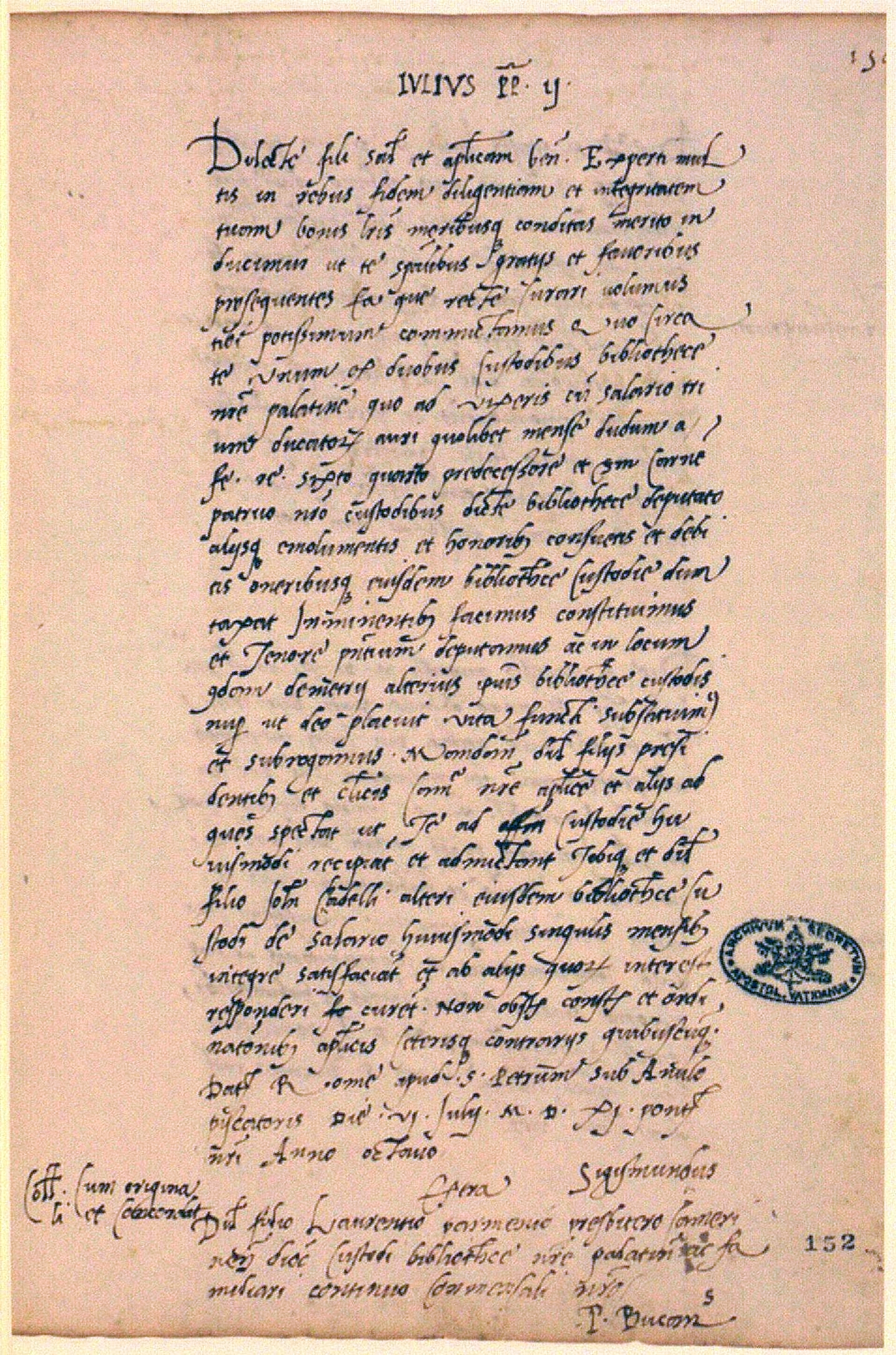
Das Breve vom 6. Juli 1511, mit dem Julius II. Lorenzo Parmenio zum Bibliothekar (custode) der päpstlichen Bibliothek ernannte. Città del Vaticano, Archivio Segreto Vaticano, Cam. Ap., Div. Cam. LVIII, fol. 152r
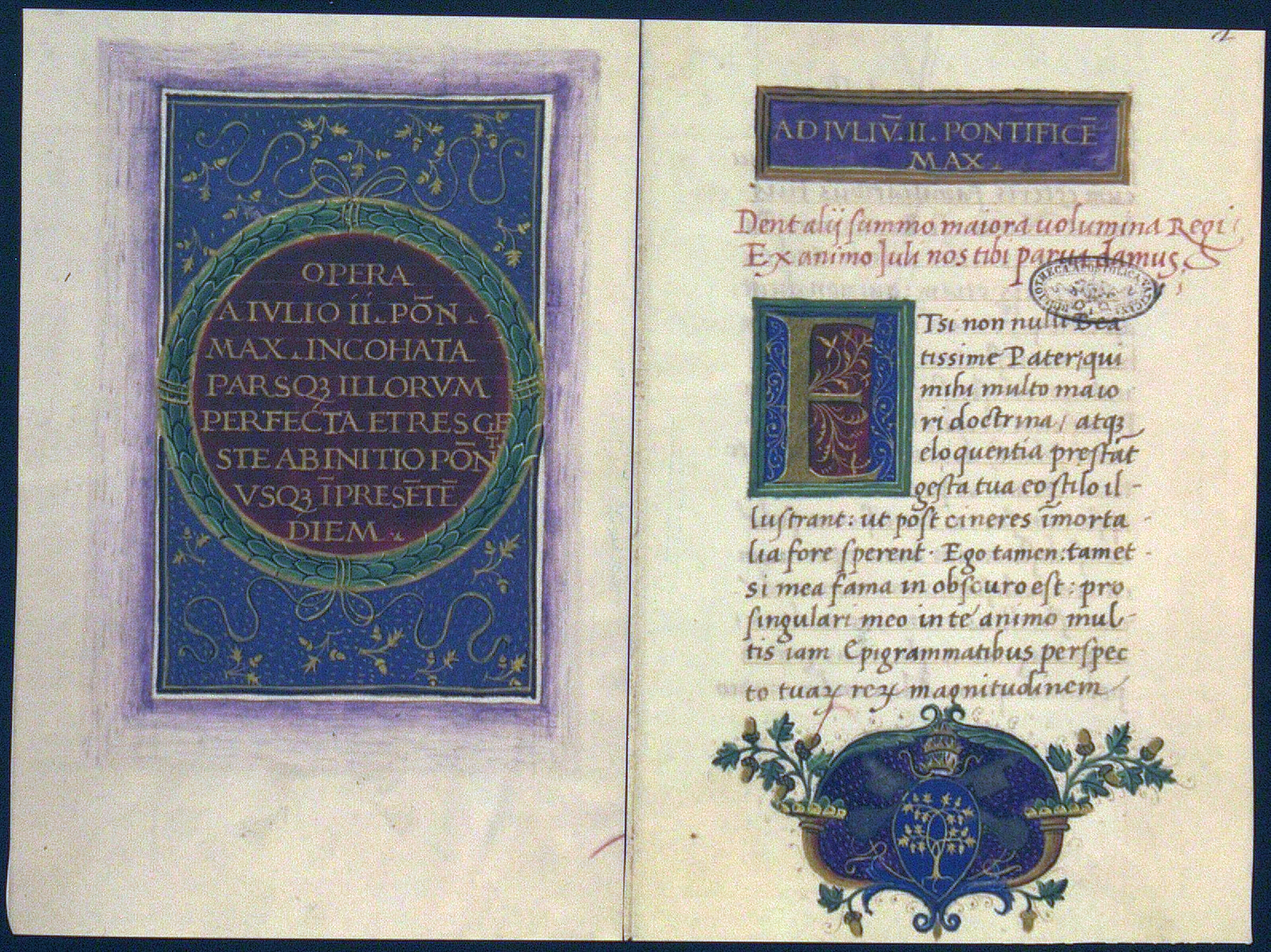
Der Anfang der Vorrede des päpstlichen Bibliothekars Lorenzo Parmenio zu seiner Biographie Julius’ II. im Widmungsexemplar für den Papst, der Handschrift Biblioteca Apostolica Vaticana, Vat. lat. 3702, fol. 1v–2r
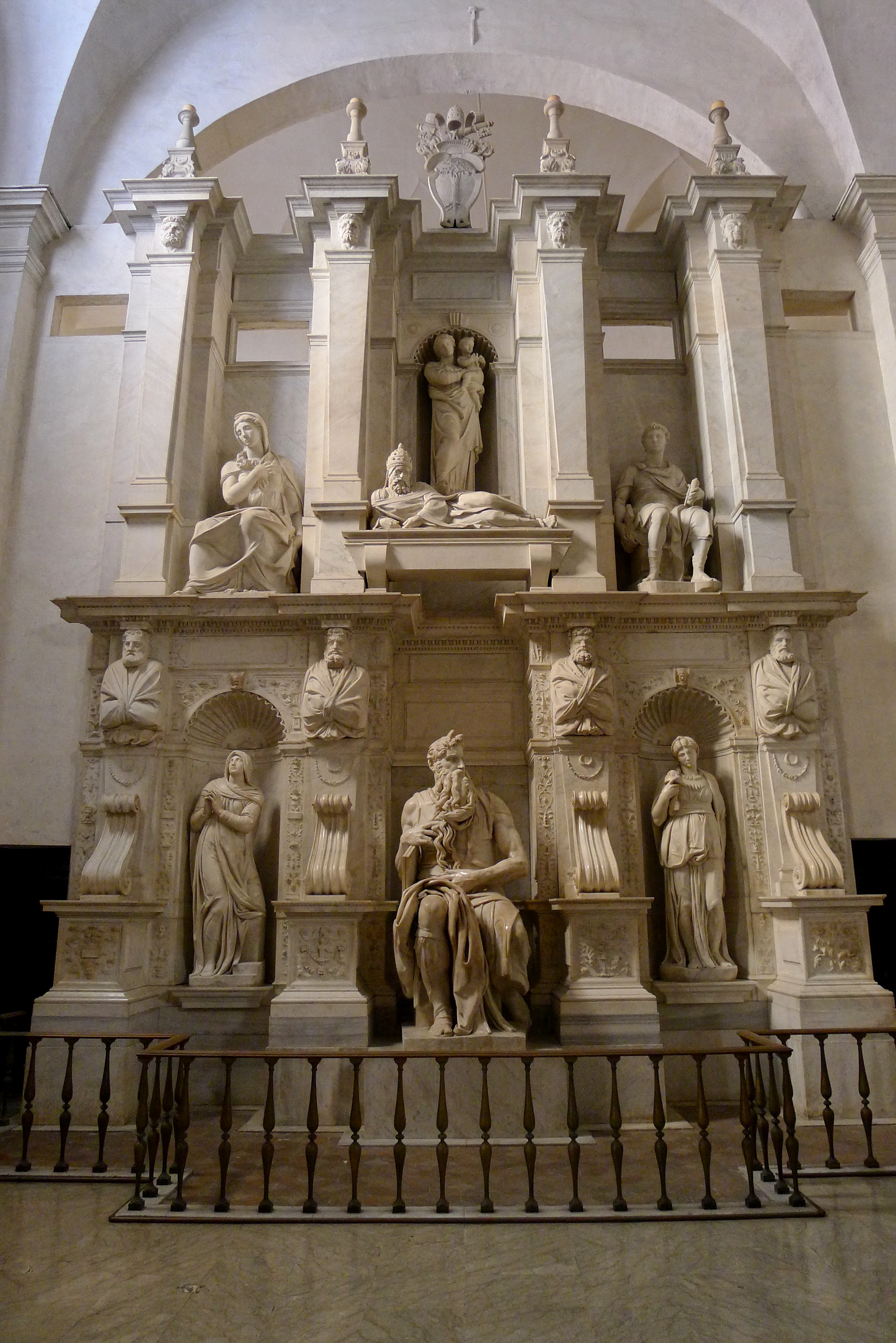
Juliusgrabmal in der Kirche San Pietro in Vincoli

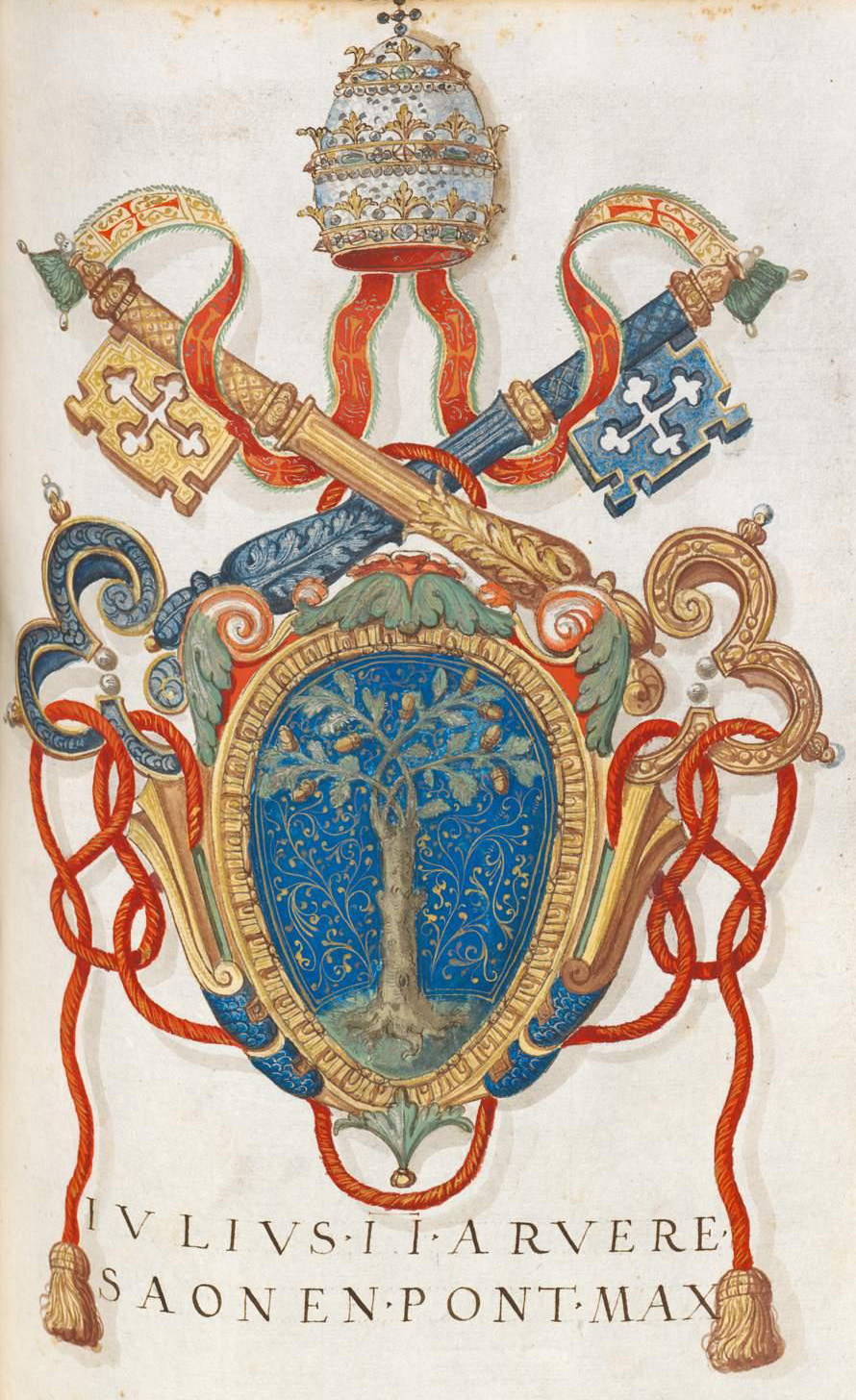
Wappen von Julius II.

### Wappen
Als Papstwappen übernahm Julius II. das seines Onkels Sixtus IV., das wiederum, wie bei den meisten Renaissance-Päpsten, einfach das seiner Familie wiedergibt, also der Della Rovere. Es zeigt in ungeteiltem Schild eine goldene Traubeneiche mit zwölf Eicheln auf blauem Grund ("rovere" = ital. Traubeneiche).

### Tod
Julius II. verstarb 69-jährig in der Nacht vom 20. zum 21. Februar 1513 in Rom. Sein Kenotaph, das Juliusgrabmal, befindet sich in San Pietro in Vincoli (St. Peter in Ketten), wo die weltberühmte Mosesfigur des Michelangelo einen Teil des monumentalen Grabmals bildet. Sein Leichnam ruht zusammen mit dem von Sixtus IV. unter einer schlichten Marmorplatte im Petersdom unterhalb des Denkmals für den Papst Clemens X.
Somit ist es fast ironisch, dass ausgerechnet der Papst, der Sankt Peter für sein prächtiges Grabmal umbauen wollte, eines der schlichtesten, kaum beachteten Grabmäler hat.
Sein sehnlichster Wunsch, nämlich die Italienische Halbinsel unter der Führung des Papstes zu vereinen, blieb unerfüllt.